# Suiten-gū (Tokio)

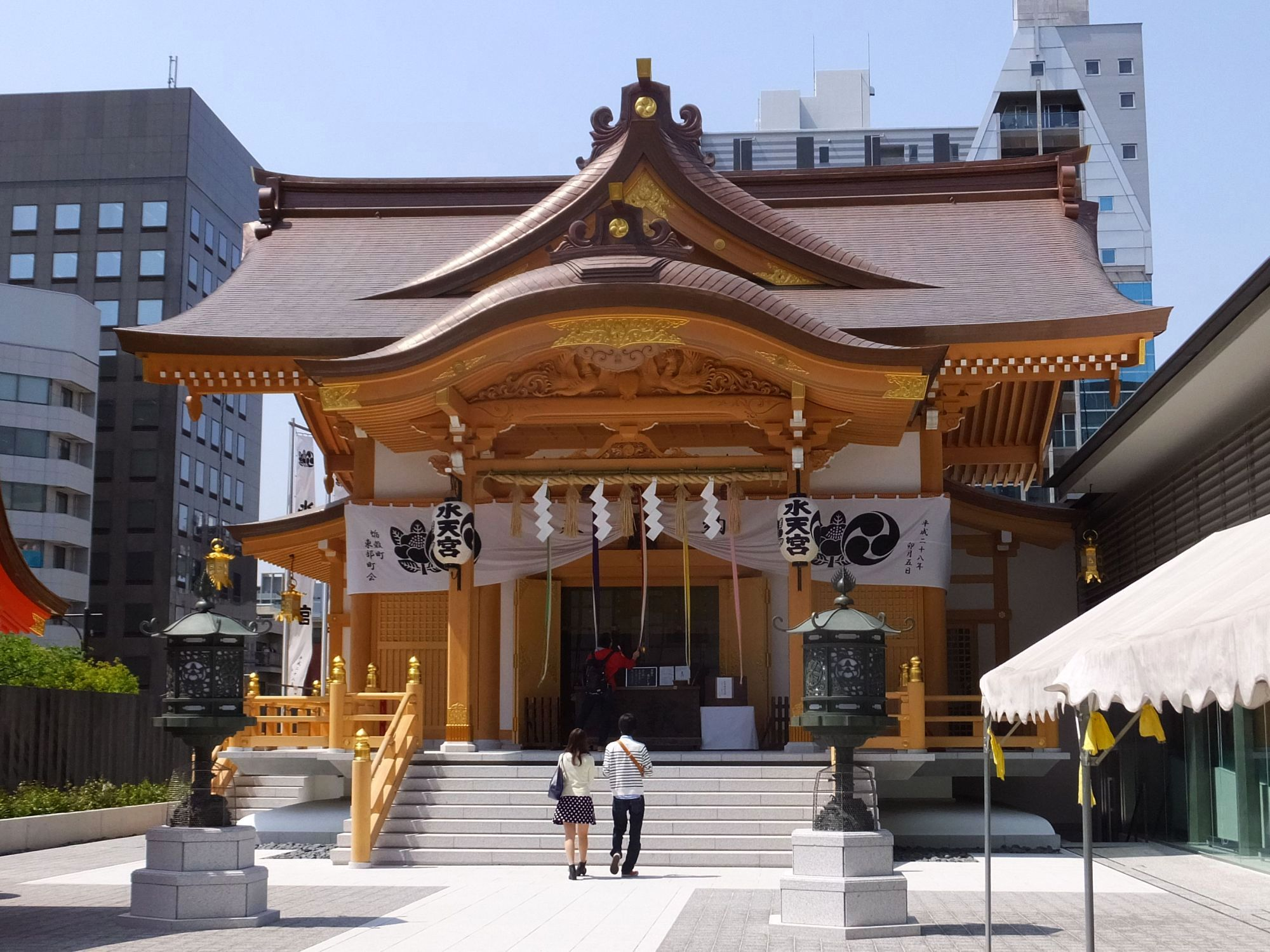
Haupthalle (honden) des Schreins heute

Der Suiten-gū (japanisch 水天宮 ‚Suiten-Schrein‘) ist ein Shintō-Schrein im Bezirk Chūō in Tokio.
Verehrt werden Ame-no-minaka-nushi no kami (天御中主神), Kaiser Antoku, seine Mutter Kenreimon-in (建礼門院) und seine Großmutter Nii-no-ama (二位尼). Suiten ist der japanische Name der buddhistischen Wasser-Gottheit Varuna, die mit der Shintō-Gottheit Ame-no-minaka-nushi identifiziert wurde.

## Geschichte
Der Schrein wurde 1818 vom Daimyō Arima Noriyori auf dem Gelände der Residenz der Arima in Edo errichtet und war ein Zweig des gleichnamigen Schreins in ihrem Heimatlehen Kurume. In Folge der Meiji-Restauration verloren die Arima ihr Grundstück im heutigen Stadtteil Akabanebashi im Bezirk Minato und der Schrein wurde 1872 an den jetzigen Ort verlegt.
Der Überlieferung nach soll eine Schwangere beim Besuch des Schreins den Strang zum Glöckchen erhalten und sich den um den Bauch gebunden haben, was zu einer guten Niederkunft führte. Und weil Hunde meist zu einem guten Wurf kommen, entwickelte daraus der Brauch, am Tag des Hundes, der durch den Ablauf der Erdzweigen (戌の日) bestimmt ist, zum Schrein zu kommen und zu beten, und zwar besonders im fünften Monat der Schwangerschaft. Das zog viele Besucher an, so dass sich eine Art Schrein-Vorstadt darum herum entwickelte.
In den Jahren nach dem Pazifikkrieg wurde der Schrein höher gelegt, um im Erdgeschoss Mieteinnahmen zu erzielen.

## Bilder

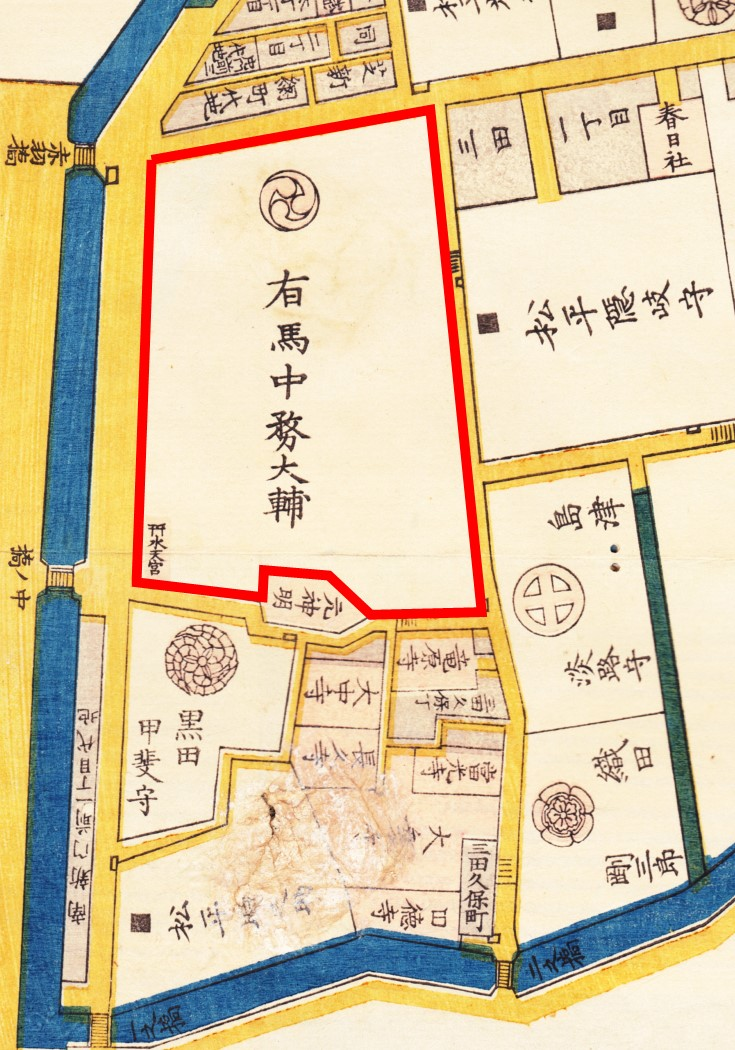
Die Residenz der Arima
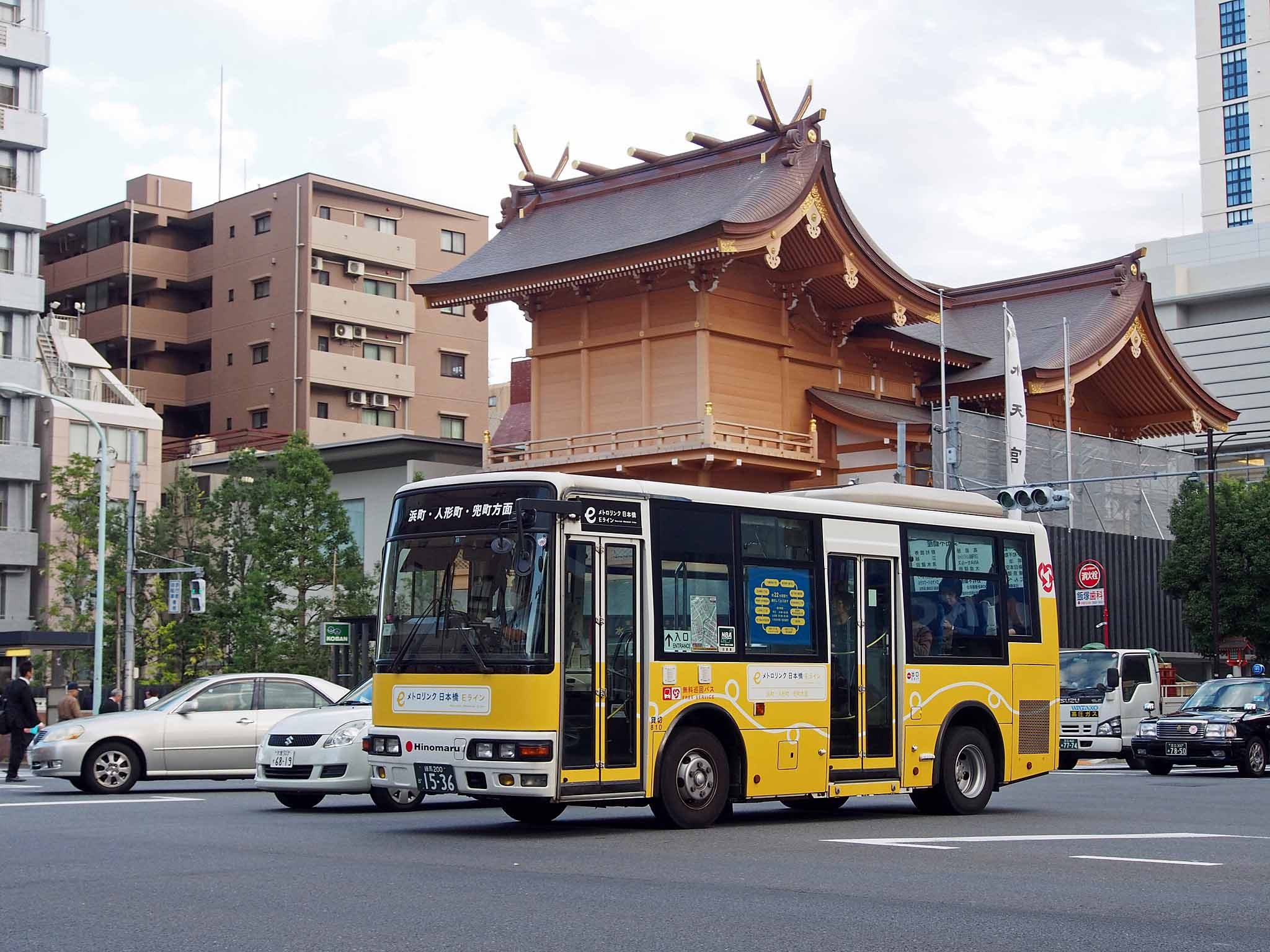
Der Schrein, Ansicht von der Straße
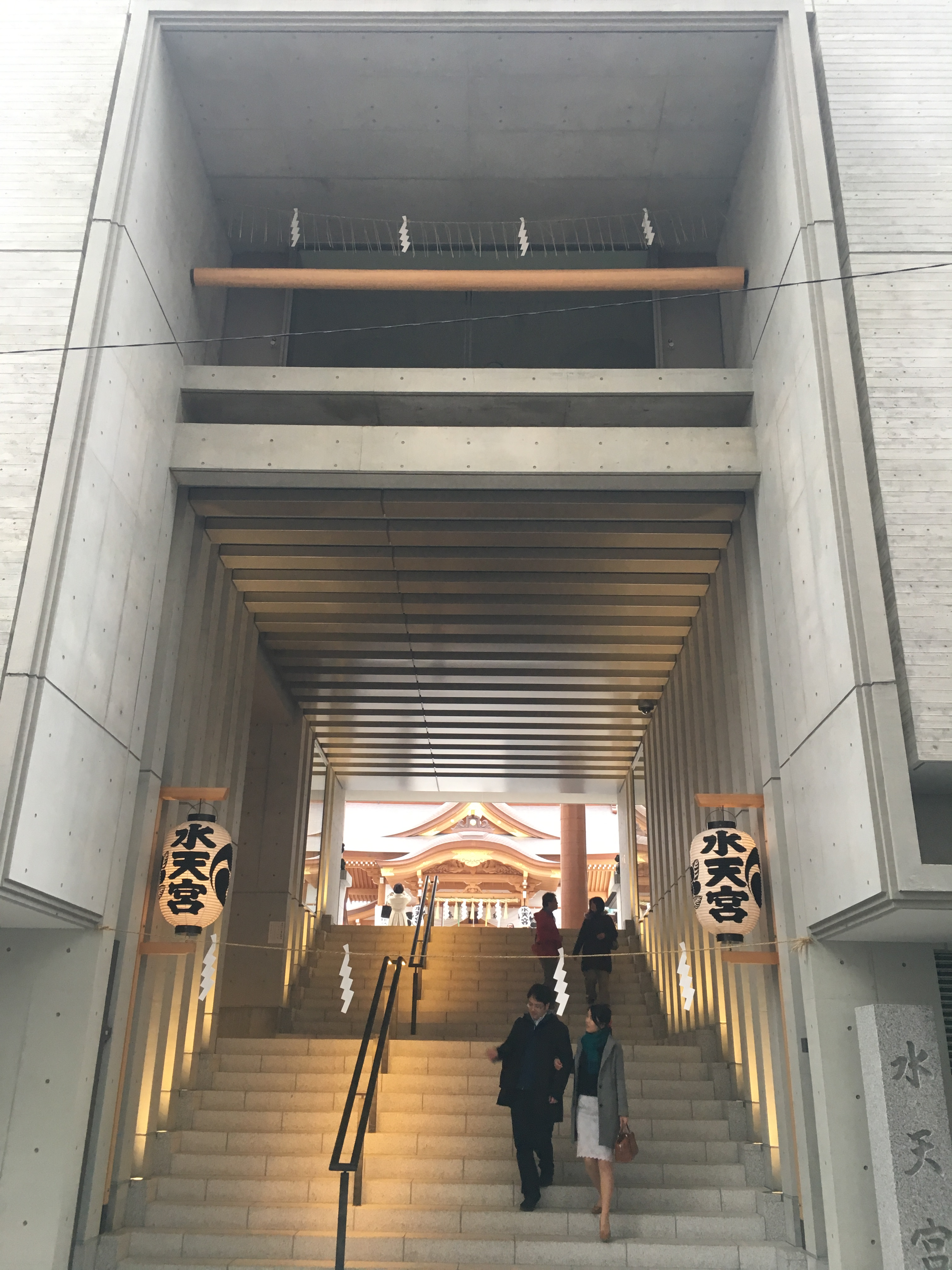
Treppe hinauf
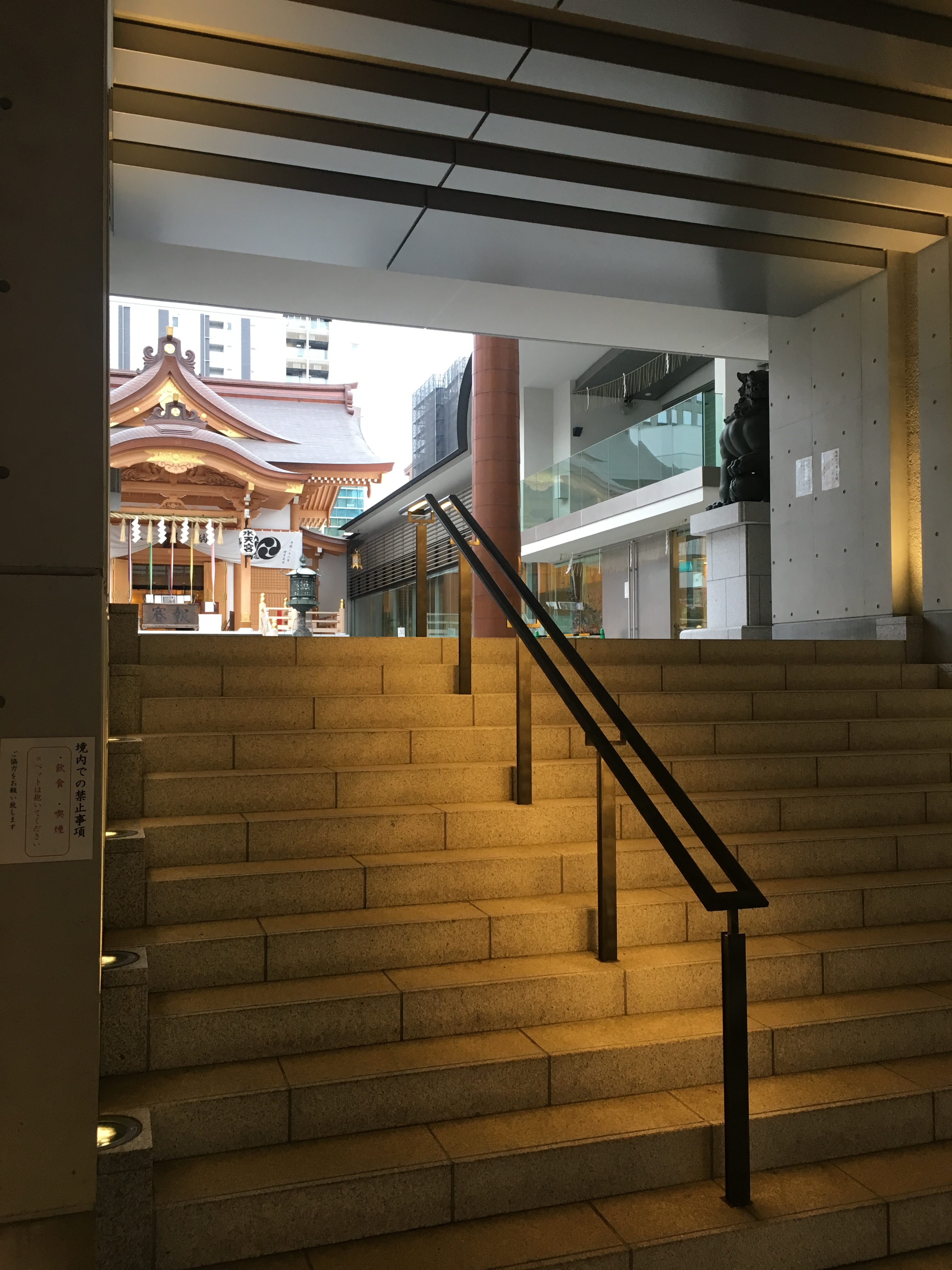
Treppe
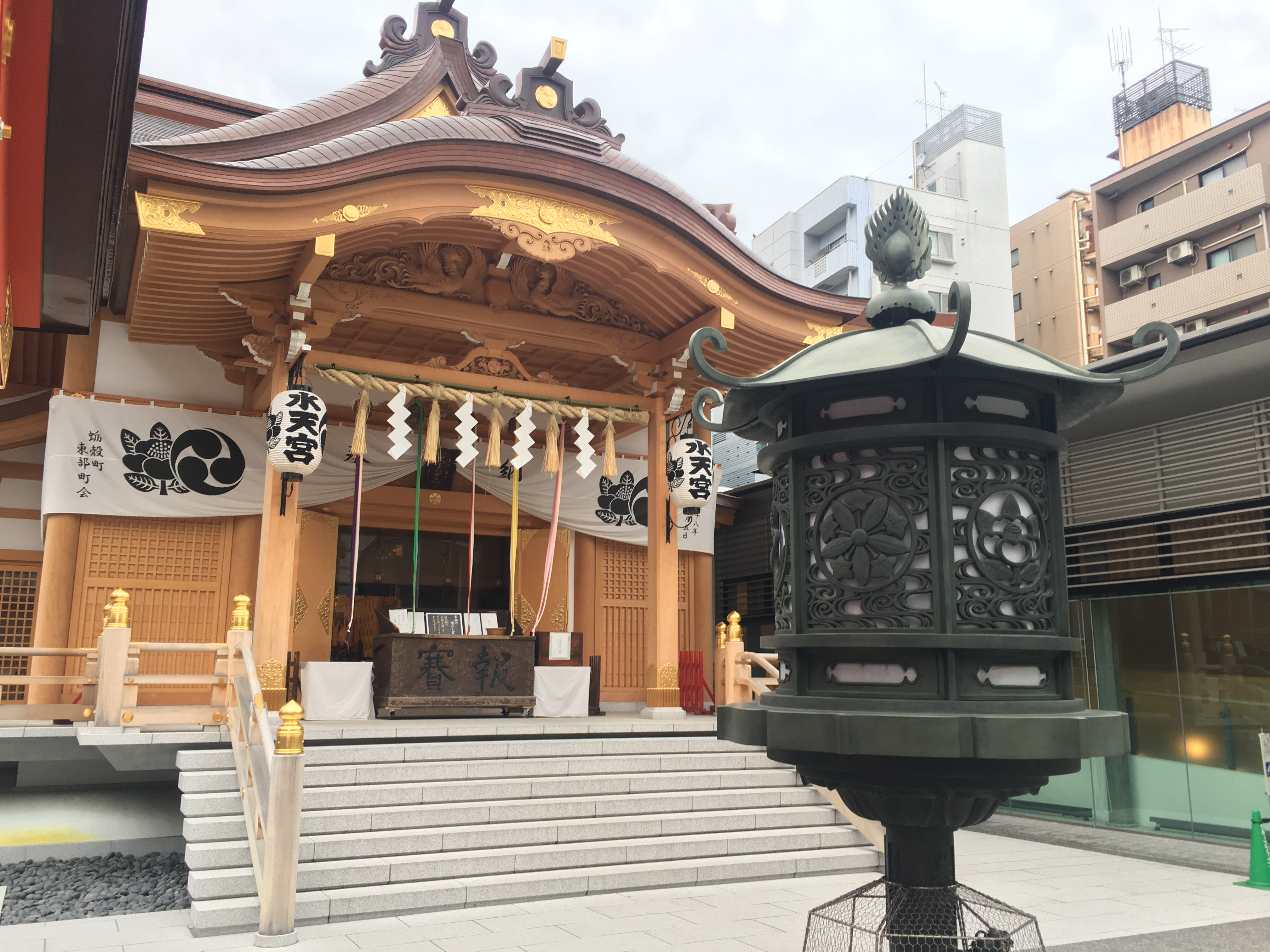
Der Schrein mit Laterne
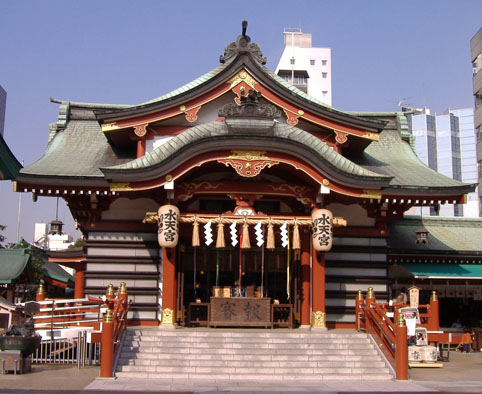
Das frühere Hauptgebäude 2005